# Conny Karlsson
Conny Karlsson (Dragsfjärd, 30 dicembre 1975) è un ex pesista finlandese, campione europeo under 23 nel 1997.

## Biografia
Nel 2007 a causa di una rettocolite ulcerosa ha dovuto fermare la sua attività agonistica. Dopo poco gli fu diagnosticato un cancro del colon-retto che lo costrinse all'esportazione di una parte dell'intestino crasso.
Il 20 aprile dello stesso anno decise di annunciare il suo ritiro dall'attività agonistica.
Nel 2009 ormai guarito dalla malattia ha deciso di tornare alle competizioni raggiungendo subito la misura di 17,32 metri.
L'anno successivo, nella stagione al coperto, ha conquistato il suo secondo titolo nazionale indoor.
Il 12 agosto 2017 partecipa alla sua ultima gara agonistica.

## Palmarès
| Anno | Manifestazione   | Sede             | Evento         | Risultato | Misura  | Note                                     |
| ---- | ---------------- | ---------------- | -------------- | --------- | ------- | ---------------------------------------- |
| 1997 | Europei under 23 | Turku            | Getto del peso | Oro       | 19,48 m | Miglior prestazione personale            |
| 1999 | Universiadi      | Palma di Maiorca | Getto del peso | 5º        | 19,11 m |                                          |
| 2001 | Mondiali         | Edmonton         | Getto del peso | 7º        | 20,78 m | Miglior prestazione personale            |
| 2003 | Mondiali         | Parigi           | Getto del peso | 24º       | 19,17 m |                                          |
| 2007 | Europei indoor   | Birmingham       | Getto del peso | 6º        | 20,09 m | Miglior prestazione personale stagionale |

## Campionati nazionali
- 3 volte campione nazionale nel getto del peso (2001, 2002, 2006)
- 2 volte nel getto del peso indoor (2005, 2010)

1994
- 10º ai campionati nazionali finlandesi, getto del peso - 16,27 m

1995
- 9º ai campionati nazionali finlandesi indoor, getto del peso - 16,42 m
- 8º ai campionati nazionali finlandesi, getto del peso - 17,56 m

1996
- 4º ai campionati nazionali finlandesi indoor, getto del peso - 18,42 m
- 4º ai campionati nazionali finlandesi, getto del peso - 18,29 m

1997
- 5º ai campionati nazionali finlandesi indoor, getto del peso - 18,16 m
- 5º ai campionati nazionali finlandesi, getto del peso - 18,59 m

1998
- 6º ai campionati nazionali finlandesi indoor, getto del peso - 18,30 m
- 5º ai campionati nazionali finlandesi, getto del peso - 18,42 m

1999
- Bronzo ai campionati nazionali finlandesi indoor, getto del peso - 18,79 m
- 5º ai campionati nazionali finlandesi, getto del peso - 19,31 m

2000
- 6º ai campionati nazionali finlandesi indoor, getto del peso - 18,94 m
- 6º ai campionati nazionali finlandesi, getto del peso - 18,72 m

2001
- Argento ai campionati nazionali finlandesi indoor, getto del peso - 19,93 m
- Oro ai campionati nazionali finlandesi, getto del peso - 20,49 m

2002
- 4º ai campionati nazionali finlandesi indoor, getto del peso - 19,72 m
- Oro ai campionati nazionali finlandesi, getto del peso - 20,34 m

2003
- Bronzo ai campionati nazionali finlandesi, getto del peso - 19,54 m

2004
- Argento ai campionati nazionali finlandesi, getto del peso - 19,39 m

2005
- Oro ai campionati nazionali finlandesi indoor, getto del peso - 19,47 m
- Bronzo ai campionati nazionali finlandesi, getto del peso - 20,13 m

2006
- Oro ai campionati nazionali finlandesi, getto del peso - 19,45 m[2]

2007
- Argento ai campionati nazionali finlandesi indoor, getto del peso - 19,76 m

2009
- 5º ai campionati nazionali finlandesi, getto del peso - 16,97 m

2010
- Oro ai campionati nazionali finlandesi indoor, getto del peso - 17,65 m
- 6º ai campionati nazionali finlandesi, getto del peso - 17,21 m

2011
- Bronzo ai campionati nazionali finlandesi, getto del peso - 17,89 m

2013
- 7º ai campionati nazionali finlandesi, getto del peso - 16,32 m

2014
- 8º ai campionati nazionali finlandesi, getto del peso - 16,74 m

2015
- 6º ai campionati nazionali finlandesi, getto del peso - 16,52 m

2017
- 5º ai campionati nazionali finlandesi, getto del peso - 17,02 m